# ISO/IEC 14443
Die ISO/IEC 14443 ist eine internationale Normenreihe für kontaktlose Chipkarten. Diese werden angewendet für Identifikationssysteme und Zugangskontrollen, aber auch Bezahlanwendungen (engl. payment) wie Kreditkarten, Metrotickets etc.
Innerhalb der Norm wird die Leseeinheit als PCD (proximity coupling device) und die Karte als PICC (proximity integrated circuit card) bezeichnet. Der zulässige Leseabstand in größter Nähe (proximity) für verlässliches Lesen beträgt wenige Zentimeter bis herab zum direkten Auflegen.
Die Normenreihe Identification cards – Contactless integrated circuit cards besteht aus folgenden Teilen:
- Teil 1: Physical characteristics (2018, Erstausgabe 2000)[1] Im ersten Teil werden die physikalischen Eigenschaften der Proximity Integrated Circuit Card spezifiziert, so u. a. deren Abmessungen nach ISO/IEC 7810.
- Teil 2: Radio frequency power and signal interface (2016, Erstausgabe 2001) Im zweiten Teil wird die Funkfrequenz von 13,56 MHz festgelegt und die Modulationsverfahren für die Typen A und B. Beide Typen benutzen im Downlink vom Kartenlesegerät zur Karte Amplitudenumtastung (ASK).[1]

- Typ A: Bei diesen Karten wird für den Downlink (PCD → PICC) 100 % Amplitudenumtastung (ASK, englisch amplitude shift keying) mit Modified Frequency Modulation (MFM, diese ist synonym zu dem englisch modified miller code) verwendet. Für den Uplink (PICC → PCD) kommt Lastmodulation mit ASK-moduliertem 847,5 kHz Hilfsträger in Manchestercodierung zum Einsatz.
- Typ B: Als Modulationsverfahren für den Downlink (PCD → PICC) wird hier 10 % ASK mit Non Return to Zero (NRZ, englisch non return to zero) Codierung verwendet. Der Uplink (PICC → PCD) ist als Lastmodulation mit Zweiphasenumtastung (BPSK – englisch binary phase shift keying) moduliertem 847,5 kHz Hilfsträger in NRZ-Codierung realisiert.

- Teil 3: Initialization and anticollision (2018, Erstausgabe 2001) Im dritten Teil werden der Aufbau der Frames und die Kommunikation beim Datenaustausch zwischen der Proximity Coupling Device (PCD) und Proximity Integrated Circuit Card (PICC) beschrieben. Darüber hinaus beschreibt Teil 3 Verfahren, mit denen mehrere Karten, die sich gleichzeitig im Nahfeld befinden, unterschieden werden, das sogenannte Anticollision.[1]
- Teil 4: Transmission protocol (2018, Erstausgabe 2001) Der vierte Teil beschreibt das Übertragungsprotokoll für den kontaktlosen Datenaustausch. Die Lesegeräte für kontaktlose Chipkarten müssen beide Versionen lesen können: Typ A und Typ B.[1]

Bekannte Anwendungen der Norm sind die sogenannten ePässe nach ICAO, wie zum Beispiel der deutsche Reisepass, dem deutschen elektronischen Personalausweis (ab 1. November 2010), Kreditkartensysteme, z. B. PayPass, u. a. 
Entwickelt wurde der Standard von der ISO-Working Group 8 (WG8), einer Subgruppe der ISO/IEC/SC17.

## Kompatibilität
Oft werden in solchen Karten Chips des Herstellers NXP benutzt. Von diesen gibt es unterschiedliche Produktgenerationen, die nicht immer alle Teile des Standards umsetzen. Die folgende Tabelle gibt einen Überblick über diese Generationen und deren Standardumsetzungen.
| ISO Layer                                           | MIFARE Ultralight           | MIFARE Classic (1K/4K/Mini) | MIFARE SmartMX              | MIFARE DESFire              | MIFARE Plus                 |
| --------------------------------------------------- | --------------------------- | --------------------------- | --------------------------- | --------------------------- | --------------------------- |
| ISO/IEC 14443-4 (Übertragungsprotokoll)             |                             |                             | Grünes Häkchensymbol für ja | Grünes Häkchensymbol für ja | Grünes Häkchensymbol für ja |
| ISO/IEC 14443-3 (Initialisierung und Antikollision) | Grünes Häkchensymbol für ja | Grünes Häkchensymbol für ja | Grünes Häkchensymbol für ja | Grünes Häkchensymbol für ja | Grünes Häkchensymbol für ja |
| ISO/IEC 14443-2 (Modulation und Kodierung)          | · (Typ A)                   | · (Typ A)                   | · (Typ A)                   | · (Typ A)                   | · (Typ A)                   |
| ISO/IEC 14443-1 (Physische Eigenschaften)           |                             |                             |                             |                             | J [ 3 ]                     |